# اليشر تويتشيف
اليشر تويتشيف (3 مارس 1976 بطاجيكستان - ) هو مدرب كرة قدم ولاعب كرة قدم طاجيكي في مركز حراسة المرمى. شارك مع منتخب طاجيكستان تحت 23 سنة لكرة القدم ومنتخب طاجيكستان لكرة القدم. أما مع النوادي، فقد لعب مع استقلال دوشنبه ونادي خجند ونادي نسف قرشي وFK Guliston ‏ وميتالورج بيكاباد وFC Mash'al ‏ وFC Khatlon ‏ وFK Yangiyer ‏ وParvoz Bobojon Ghafurov ‏.

## روابط خارجية
- اليشر تويتشيف على موقع قاعدة بيانات كرة القدم.إي يو (الإنجليزية)
- اليشر تويتشيف على موقع ناشيونال فوتبول تيمز (الإنجليزية)
- اليشر تويتشيف على موقع Soccerway.com (الإنجليزية)